# Lodovico Fregoso
Lodovico Fregoso (né en 1415 à Gênes et mort en 1489 à Nice) a été doge de Gênes à trois reprises.